# Johanna Bundsen
Johanna Bundsen (født 3. juni 1991 i Uddevalla) er en svensk håndboldspiller, som spiller for danske København Håndbold og Sveriges håndboldlandshold.
Hun deltog ved EM i 2014, hvor hun sammen med resten af det svenske landshold vandt en bronzemedalje efter at havde vundet over Montenegro 25-23.